# Helichrysum monizii
Helichrysum monizii é uma espécie de planta com flor pertencente à família Asteraceae. 
A autoridade científica da espécie é Lowe, tendo sido publicada em Man. Fl. Madeira i. 481.

## Portugal
Trata-se de uma espécie presente no território português, nomeadamente no Arquipélago da Madeira.
Em termos de naturalidade é endémica da região atrás referida.

## Protecção
Não se encontra protegida por legislação portuguesa ou da Comunidade Europeia.